# Microglia

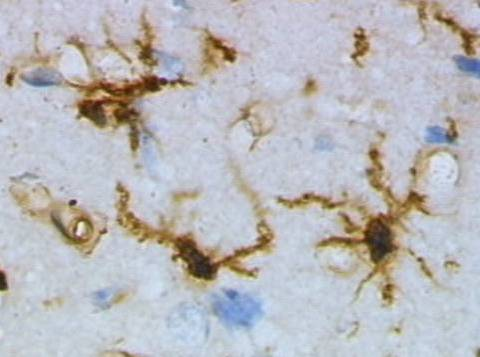
Microglia in rusttoestand in gezond hersenweefsel van een rat

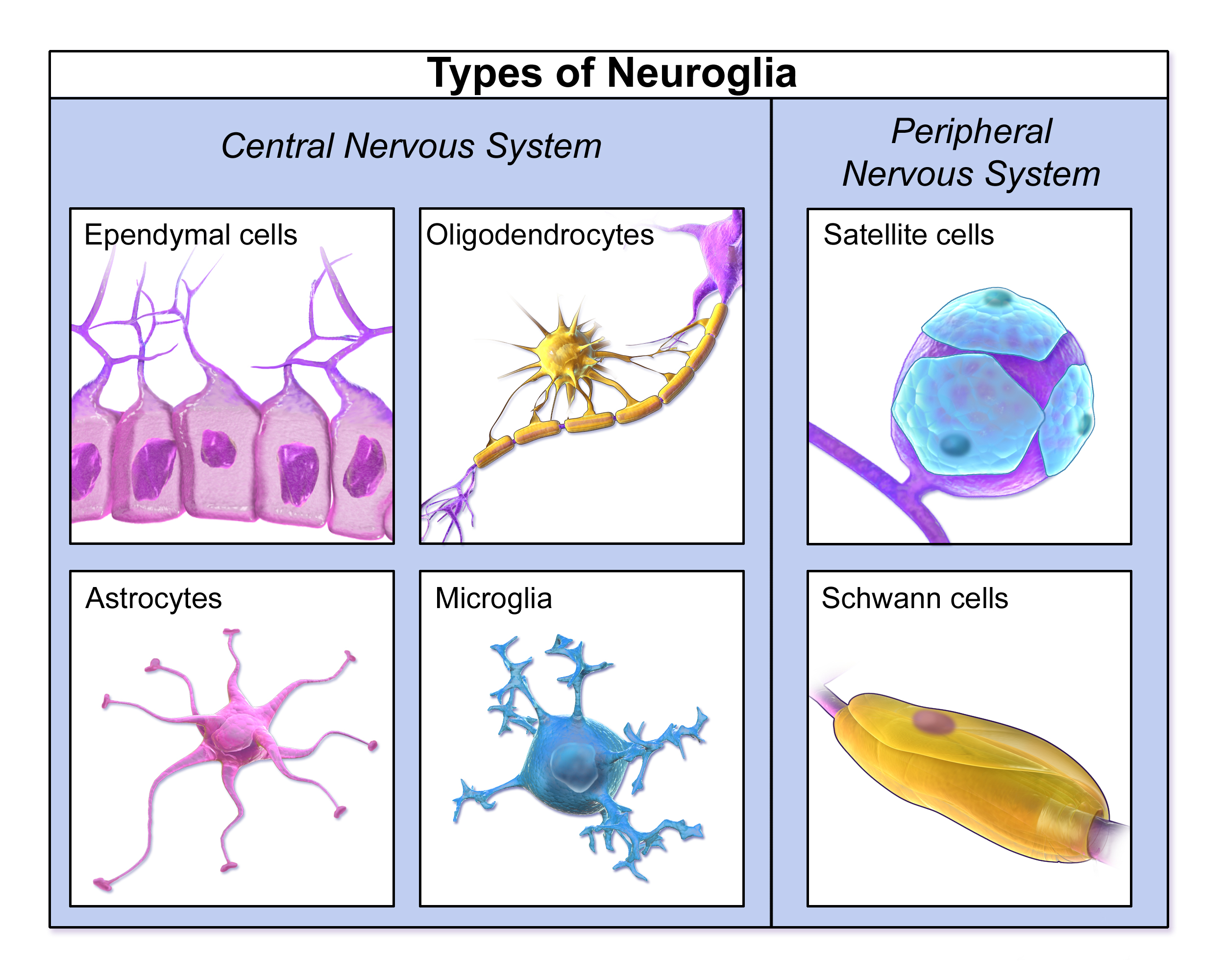
Verschillende gliacellen

Microglia bestaat uit gliacellen die een belangrijke rol speelt in het afweersysteem van het centraal zenuwstelsel. Microgliacellen zijn zeer kleine structuren die verspreid voorkomen in de weefsels van de hersenen en het ruggenmerg. Microgliacellen worden beschouwd als weefselspecifieke macrofagen. Ze komen voor in zowel de witte als de grijze stof van het centraal zenuwstelsel. Microglia wordt gedurende de embryonale ontwikkeling gevormd uit het hersenmesenchym.
Microglia en andere gliacellen in de hersenen (zoals astrocyten) zijn van essentieel belang voor hersenonderhoud: ze tasten het centraal zenuwstelsel voortdurend af op plaques, beschadigde of ongewenste neuronen en synapsen en ziekteverwekkers. Microgliacellen zijn uiterst gevoelig voor de kleinste pathologische veranderingen in het centraal zenuwstelsel. Deze gevoeligheid komt gedeeltelijk tot stand door de aanwezigheid van bepaalde kaliumkanalen die reageren op kleine veranderingen in extracellulair kalium.
De hersenen en het ruggenmerg staan normaliter niet bloot aan pathogenen in de bloedsomloop vanwege de bloed-hersenbarrière. Wanneer ziekteverwekkers rechtstreeks in de hersenen worden geïntroduceerd of toch de bloed-hersenbarrière passeren, moet de microglia onmiddellijk reageren om ontstekingen te voorkomen en de pathogenen te vernietigen voordat ze het hersenweefsel beschadigen. Door het ontbreken van antilichamen uit de rest van het lichaam (weinig antilichamen zijn klein genoeg om de bloed-hersenbarrière te passeren), moet microglia zelf lichaamsvreemde stoffen kunnen herkennen en fungeren als antigeen-presenterende cellen die T-cellen activeren.